# 네덜란드 국립수리컴퓨터과학 연구소
네덜란드 국립수리컴퓨터과학 연구소(네덜란드어: Centrum Wiskunde & Informatica) (약어 CWI)는 수학 및 이론 컴퓨터 과학 분야의 연구 센터이다. 네덜란드 연구 위원회(NWO) 산하 기관이며 암스테르담 과학 공원에 위치해 있다. 프로그래밍 언어인 파이썬의 탄생지로 유명하다. 유럽 정보학 및 수학 연구 컨소시엄(ERCIM)의 창립 멤버였다.

## 초기 역사
1946년 요하네스 반 데르 코르푸트, 데이비드 반 단치히, 유르옌 콕스마, 헨드리크 안토니 크라머르스, 마르셀 미나르트 및 얀 아르놀두스 스하우텐에 의해 설립되었다. 원래는 수학 연구소(네덜란드어: Mathematisch Centrum)라고 불렸다. 초기 임무 중 하나는 삼각주 계획과 같은 대규모 네덜란드 공학 프로젝트를 지원하기 위한 수학적 예측 모델을 개발하는 것이었다. 이 초기 기간 동안 수학 연구소는 2006년 20세기 네덜란드 최고의 디자인으로 선정된 포커 27 프렌드십 항공기의 날개 설계도 도왔다.
컴퓨터 과학 부문이 곧 신설되었으며, 네덜란드 컴퓨터 과학(또는 정보학)의 창시자로 여겨지는 아드리안 반 빈가르덴은 거의 20년 동안 연구소의 소장이었다. 에츠허르 데이크스트라는 알고리즘 및 형식 방법에 대한 초기 영향력 있는 작업의 대부분을 CWI에서 수행했다. 네덜란드 최초의 컴퓨터인 일렉트로로히카 X1과 일렉트로로히카 X8은 모두 이 센터에서 설계되었으며, 일렉트로로히카는 기계를 제조하기 위한 스핀오프로 설립되었다.
1983년, 네덜란드에서 컴퓨터 과학 연구를 강조하기 위한 정부의 추진을 반영하여 연구소의 이름이 수리컴퓨터과학 연구소 (Centrum Wiskunde & Informatica)로 변경되었다.

## 최근 연구
운용과학, 소프트웨어 공학, 정보 처리, 그리고 생명과학 및 물류 분야의 수학적 응용과 같은 분야에서의 연구로 유명하다.
CWI의 최근 연구 결과로는 네덜란드 철도 시스템(네덜란드 철도, 세계에서 가장 붐비는 철도망 중 하나)을 위한 스케줄링 알고리즘 개발과 귀도 반 로섬에 의한 파이썬 개발이 있다. 파이썬은 초기부터 구글 검색 플랫폼 개발에 중요한 역할을 해왔으며, 시스템이 성장하고 진화함에 따라 계속해서 그 역할을 하고 있다.
SPSS와 같은 패키지에서 사용되는 많은 정보 검색 기술은 CWI의 기업 분사인 Data Distilleries에서 처음 개발되었다.
연구소의 연구는 란체스터상(INFORMS가 매년 수여), 괴델상(ACM SIGACT가 수여), 스피노자상과 같은 국내외 연구 상을 통해 인정받았다. 대다수의 선임 연구원들은 다른 네덜란드 대학에서 시간제 교수직을 맡고 있으며, 연구소는 역사상 170명 이상의 정교수를 배출했다. 여러 CWI 연구원들은 네덜란드 왕립 예술 과학 아카데미, 유럽 아카데미의 회원 또는 네덜란드 사자 훈장의 기사로 인정받았다.
2017년 2월, CWI는 구글과 협력하여 SHA-1 암호화 알고리즘에 대한 성공적인 충돌 공격을 발표했다.

## 유럽 인터넷
CWI는 인터넷의 초기 유럽 사용자였으며, NSFNET에 대한 TCP/IP 연결 형태로 사용되었다. CWI의 피트 비어테마는 1988년 11월 17일 유넷을 위해 미국 외 지역에서 NSFNET에 대한 첫 두 연결 중 하나를 설정했다(프랑스의 INRIA 직후). 처음으로 발급된 네덜란드 국가 코드 최상위 도메인은 cwi.nl이었다. 1986년 5월 1일 cwi.nl 도메인이 등록되었을 때, .nl은 사실상 미국 밖에서 첫 번째로 활성화된 ccTLD가 되었다. 처음 10년 동안 CWI, 또는 비어테마가 .nl 관리를 담당했으며, 1996년에 이 작업은 스핀오프 SIDN으로 이전되었다.
암스테르담 인터넷 익스체인지(회원 수와 처리량 트래픽 모두에서 세계 최대 인터넷 익스체인지 중 하나)는 인접한 SARA(초기 CWI 스핀오프) 및 니케프 연구소에 위치해 있다. 베네룩스 국가를 위한 월드 와이드 웹 컨소시엄(W3C) 사무실은 CWI에 있다.

## 스핀오프 회사
CWI는 상업 회사와의 협력 및 스핀오프 사업 창출을 통해 연구원들의 연구를 사회에 제공하려는 지속적인 노력을 보여왔다. 2000년에 CWI는 고기술 스핀오프 회사를 생성하는 것을 목표로 하는 전담 회사인 "CWI Incubator BV"를 설립했다. CWI의 스핀오프 중 일부는 다음과 같다:
- 1956년: 일렉트로로히카, 선구적인 네덜란드 컴퓨터 제조업체.
- 1971년: SARA(현재 SURF로 불림), 암스테르담 자유 대학교, 암스테르담 대학교, CWI의 데이터 처리 활동을 위한 센터로 설립됨.
- 1990년: 데이비드 촘이 설립한 전자 화폐 기업인 디지캐시.
- 1994년: NLnet, 인터넷 서비스 제공자.
- 1994년: General Design / Satama Amsterdam, 디자인 회사, LBi(당시 Lost Boys international)에 인수됨.
- 1995년: Data Distilleries, 정보 검색을 목표로 하는 분석 데이터베이스 소프트웨어 개발사, 결국 SPSS의 일부가 되었고 IBM에 인수됨.
- 1996년: Stichting Internet Domeinregistratie Nederland (SIDN), .nl 최상위 도메인 등록기관.
- 2000년: Software Improvement Group (SIG), 소프트웨어 개선 및 레거시 코드 분석 회사.
- 2008년: MonetDB, 고기술 데이터베이스 기술 회사, MonetDB 컬럼 스토어 개발사.
- 2008년: 잉그레스 코퍼레이션(현재 액션)과 협력하여 설립된 분석 데이터베이스 기술 회사 벡터와이즈, 결국 잉그레스에 인수됨.
- 2010년: Spinque, 정보 검색 전문가를 위한 검색 기술을 제공하는 회사.
- 2013년: MonetDB Solutions, 데이터베이스 서비스 회사.
- 2016년: Seita, 에너지 부문을 위한 수요 반응 서비스를 제공하는 기술 회사.
- 2021년: DuckDB Labs, DuckDB(임베디드 구성에서 대규모 데이터베이스에 대한 복잡한 쿼리에 대해 고성능을 발휘하도록 설계된 컬럼 지향 RDBMS)에 대한 지원 및 컨설팅 서비스를 제공하는 데이터 처리 회사.

## 소프트웨어 및 언어
- ABC 프로그래밍 언어
- 알골 60
- 알골 68
- 알마-0, 다중 패러다임 컴퓨터 프로그래밍 언어
- ASF+SDF 메타 환경, 프로그래밍 언어 사양 및 프로토타이핑 시스템, IDE 생성기
- 캐스케이딩 스타일 시트
- DuckDB
- MonetDB
- 넷핵
- 파이썬
- 라스칼MPL, 범용 메타 프로그래밍 언어
- RDFa
- SMIL
- 반 빈가르덴 문법
- XForms
- XHTML
- XML 이벤트

## 주요 인물
- 카렌 아르달
- 리처드 애스키
- 아드리안 배들리
- 테오 베멜만스
- 피트 비어테마
- 얀 베르흐스트라
- 헤릿 블라우
- 피터 본츠
- 휴고 브란트 코르스티우스
- 스테판 브랜즈
- 안드리스 브라우어
- 해리 불만
- 딕 불터만
- 데이비드 촘
- 로널드 크래머
- 테오도뤼스 데커르
- 에츠허르 데이크스트라
- 우테 에베르트
- 콘스턴스 반 이든
- 피터 반 엠데 보아스
- 리처드 D. 길
- 피트 흐로에네봄
- 얀 프리소 흐로테
- 딕 흐루네
- 미힐 하저빈켈
- 얀 헤멀레이크
- 마틴 L. 케르스텐
- 빌렘 클라인
- 유르옌 페르디난트 콕스마
- 톰 코르빈더
- 케스 코스터
- 모니크 로랑
- 헤릿 레커르케르
- 아르옌 렌스트라
- 얀 카렐 렌스트라
- 히스베르트 드 레버
- 배리 메일루
- 마시모 마르키오리
- 람베르트 메르턴스
- 롭 모켄
- 알베르트 니옌하위스
- 스티븐 펨버튼
- 헤르만 테 리엘레
- 귀도 반 로섬
- 알렉산더 스흐리이버
- 얀 H. 반 스휘펜
- 마르크 스테번스
- 존 트롬프
- 존 V. 터커
- 파울 피타니
- 한스 반 플리트
- 마르크 포르후버
- 아드리안 반 빈가르덴
- 로널드 드 볼프
- 피터 윈